# Jens Seipenbusch

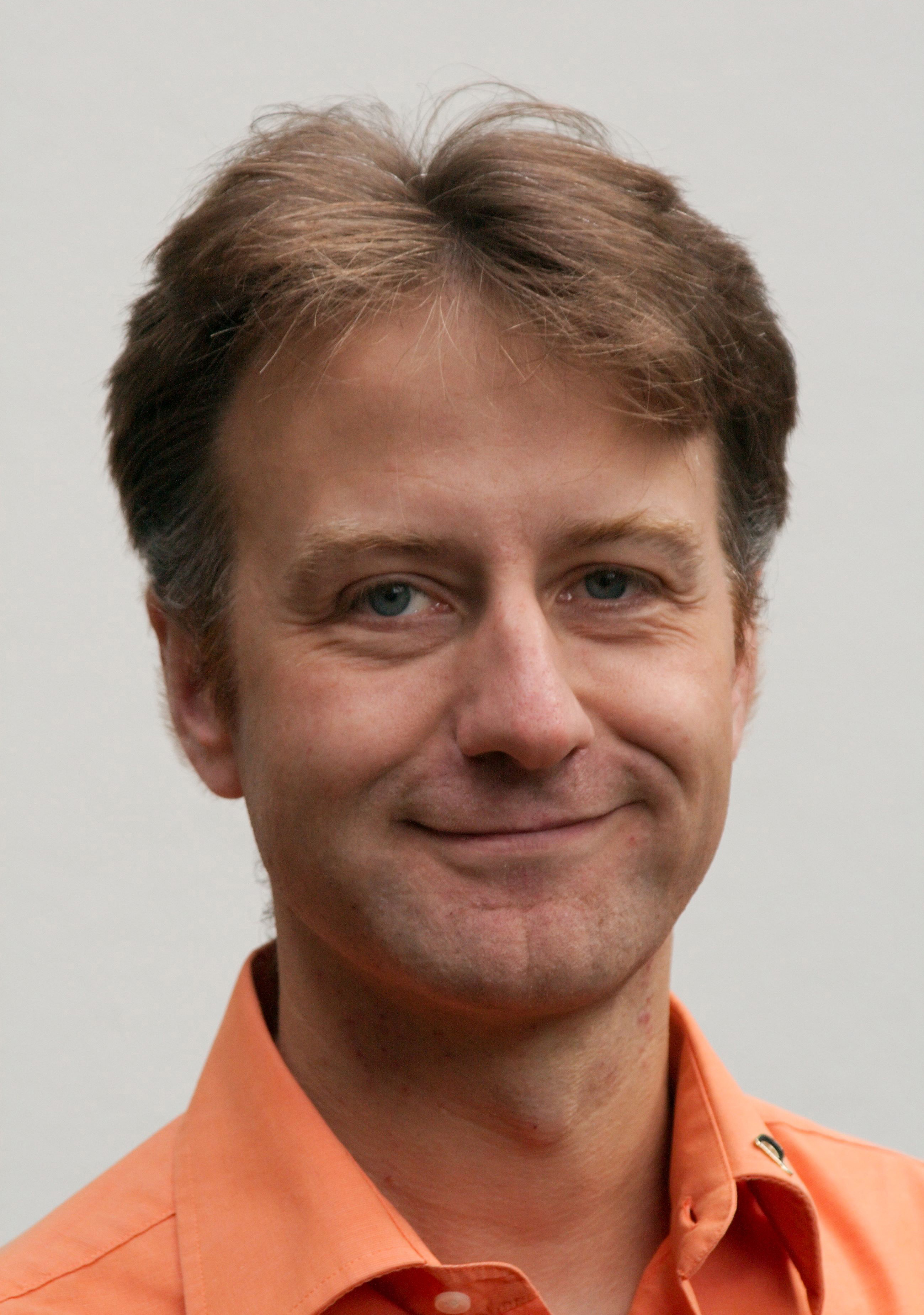
Jens Seipenbusch.

Jens Seipenbusch, nacido el 6 de agosto de 1968 en Wuppertal, fue cofundador y fue el presidente del Partido Pirata de Alemania (en alemán, Piratenpartei Deutschland).
Seipenbusch finalizó sus estudios de física en la Universidad de Münster. Ya que desde mayo del 2007 hasta mayo del 2008 había sido el presidente del partido y por un año vicepresidente, fue reelegido como presidente del partido en julio del 2009. En el mayo de 2010 él fue reelegido una vez más.